# Frede Aagaard
Frede Aagaard, född 16 november 1910 i Thisted, Danmark, död 3 september 1985 i Månsarp, Jönköpings län, var en svensk orgelbyggare.

## Biografi
Frede Aagaard föddes 1910 i Thisted och utbildade sig 1930 till orgelbyggare hos Horsens Orgelbyggeri. Från 1936 till 1951 arbetade han som orgelbyggare och intonatör hos Th. Frobenius og Sønner Orgelbyggeri A/S. 1939 gifte han sig med Warla Hansen (1903–1984). Makarna flyttade sedan till Sverige och han arbetade 1951–1953 som chefsintonatör i Luleå. År 1953 startade Aagaard ett eget orgelbyggeri i Månsarp och arbetade där fram till sin död 1985.
Aagaard var hedersmedlem i Heinrich-Schütz-Gesellschaft och medlem i Richard Wagner Gesellschaft.

## Lista över orglar
| År   | Ursprunglig kyrka    | Stift     | Bild | Manualer | Pedal        | Stämmor | Bevarad orgel/fasad | Övrigt |
| ---- | -------------------- | --------- | ---- | -------- | ------------ | ------- | ------------------- | --- |
| 1958 | Sjötorps kyrka       | Skara     |      |          |              | 4       | Nej/Nej             | En ny orgel byggdes 1987 av Smedmans Orgelbyggeri AB, Lidköping.                                                                                                  |
| 1958 | Hinneryds kyrka      | Växjö     |      |          |              | 16      | Nej/Ja              | Fasaden som användes var från 1898 års orgel byggd av Carl Elfström, Ljungby. En ny orgel byggdes 1979 av J. Künkels Orgelverkstad AB, Lund.                      |
| 1959 | Kyrkhults kyrka      | Lunds     |      | 3        | Självständig | 29      | Ja/Ja               | Fasaden är från 1898 års orgel byggd av E A Setterquist & Son, Örebro. Orgeln renoverades 1970 av J. Künkels Orgelverkstad AB, Lund.                              |
| 1960 | Snöstorps kyrka      | Göteborgs |      |          |              |         | Ja/Ja               | Fasaden är från 1885 års orgel byggd av Salomon Molander & Co, Göteborg. Orgeln utökades 1973 av Aagaard.                                                         |
| 1961 | Sofiakyrkan          | Växjö     |      |          |              |         | Nej/Nej             | En ny orgel byggdes 1985 av J. Künkels Orgelverkstad AB, Lund. |
| 1961 | Åryds kyrka          | Lunds     |      | 2        | Självständig | 18      | Ja/Ja               | |
| 1961 | Felestads kyrka      | Lunds     |      | 2        | Självständig | 11      | Ja/Ja               | Orgeln renoverades 1973 av J. Künkels Orgelverkstad AB, Lund. |
| 1961 | Oskars kyrka         | Växjö     |      |          |              | 20      | Nej/Ja              | Fasaden som användes till orgeln var från 1882 års orgel. Byggd av Setterquist & Son, Örebro. En ny orgel byggdes 1972 av Nils Olof Berg, Nye.                    |
| 1962 | Järstorps kyrka      | Växjö     |      | 2        | Självständig | 14      | Ja/Ja               | Fasaden är från 1864 års orgel som var byggd av Erik Nordström.                                                                                                   |
| 1962 | Norbergs kyrka       | Västerås  |      |          |              | 32      | Nej/Ja              | Fasaden som användes till orgeln var från 1842 orgel byggd av Per Zacharias Strand. Stockholm. En ny orgel byggdes 1982 av Walter Thür Orgelbyggen AB, Torshälla. |
| 1963 | Näsums kyrka         | Lunds     |      | 2        | Självständig | 21      | Ja/Ja               | Fasaden är från 1888 års orgel som var byggd av E A Setterquist & Son, Örebro. Orgeln renoverades 1979 av A Mårtenssons Orgelfabrik AB, Lund.                     |
| 1963 | Äspinge kyrka        | Lunds     |      |          |              | 13      | Nej/Ja              | En ny orgel byggdes 1979 av J. Künkels Orgelverkstad AB, Lund. |
| 1963 | Östervallskogs kyrka | Karlstads |      |          |              | 13      | Nej/Nej             | En ny orgel byggdes 1988 av A Mårtenssons Orgelfabrik AB, Lund.                                                                                                   |
| 1967 | Bitterna kyrka       | Skara     |      | 2        | Självständig | 13      | Ja/Ja               | |
| 1968 | Hald Ege Kirke       |           |      |          |              |         |                     | Orgeln demonterades 1980 och ersattes av en ny. |

### Ombyggda och renoverade orgelverk
| År        | Ursprunglig kyrka              | Stift      | Bild | Manualer | Pedal        | Stämmor | Bevarad orgel/fasad | Övrigt |
| --------- | ------------------------------ | ---------- | ---- | -------- | ------------ | ------- | ------------------- | --- |
| 1944      | Malmbäcks kyrka                | Växjö      |      | 2        | Självständig | 13      | Ja/Ja               | 1944 omdisponerade Aagaard orgeln. Orgeln var byggd 1909 av Johannes Magnusson, Göteborg. Fasaden är från 1830 års orgel av Johan Niklas Söderling, Göteborg. |
| 1952      | Bollnäs kyrka                  | Uppsala    |      | 3        | Självständig | 40      | Nej/Ja              | 1952 omintonerades orgeln av Aagaard. Orgeln var byggd 1878 av E A Setterquist & Son, Örebro och hade 23 stämmor, två manualer och pedal. Orgeln tillbyggdes av samma firma 1928. Den hade då 40 stämmor, tre manualer och pedal. En ny orgel byggdes 1981 av Olof Hammarberg, Göteborg.          |
| 1953      | Sandseryds kyrka               | Växjö      |      | 2        | Självständig | 12      | Ja/Ja               | 1953 omdisponerade Aagaard orgeln. Orgeln var byggd 1911 av Eskil Lundén, Göteborg. 1938 omdisponerades orgeln av Th Frobenius, Lyngby, Danmark. |
| 1953      | Lyrestads kyrka                | Skara      |      | 2        | Självständig | 12      | Nej/Ja              | 1953 omdisponerade Aagaard orgeln. Orgeln var byggd 1934 av Nordfors & Co, Lidköping. Fasaden var från 1770 års orgel byggd av Johan Ewerhardt den äldre, Skara. En ny orgel byggdes 1989 av Smedmans Orgelbyggeri AB, Lidköping.                                                                 |
| 1953      | Fredsbergs kyrka               | Skara      |      | 2        | Självständig | 12      | Nej/Ja              | 1953 omdisponerade Aagaard orgeln. Orgeln var byggd 1908 av Carl Axel Härngren, Lidköping. 1989 renoverades orgeln av Smedmans Orgelbyggeri AB, Lidköping. Då fick orgeln originaldispositionen.                                                                                                  |
| 1953      | Låstads kyrka                  | Skara      |      | 1        | Bihängd      | 6       | Ja/Ja               | 1953 omdisponerades orgeln av Aagaard. Orgeln var byggd 1934 av Nordfors & Co, Lidköping. |
| 1953      | Odensåkers kyrka               | Skara      |      | 1        | Bihängd      | 6       | Ja/Ja               | 1953 omdisponerades orgeln av Aagaard. Orgeln var byggd 1907 av Carl Axel Härngren, Lidköping. |
| 1954      | Utby kyrka                     | Skara      |      | 1        | Bihängd      | 8       | Ja/Ja               | 1954 renoverades orgeln av Aagaard. Orgeln var byggd 1891 av Johannes Magnusson, Göteborg. Orgeln utökades 1937 av Nordfors & Co, Lidköping. |
| 1954      | Eks kyrka                      | Skara      |      | 1        | Bihängd      | 9       | Ja/Ja               | 1954 omdisponerades orgeln av Aagaard. Orgeln var byggd 1880 av Johannes Magnusson, Göteborg. |
| 1954      | Asarums kyrka                  | Lunds      |      |          |              |         | Nej/Ja              | Aagaard omändrade en orgel 1954. Den var byggd 1922 av E F Walcker, Ludwigsburg, Tyskland och hade 25 stämmor. 1976 byggdes en ny orgel av Olof Hammarberg, Göteborg. |
| 1955      | Fryele kyrka                   | Växjö      |      | 1        | Självständig | 14      | Ja/Ja               | 1955 renoverades och omdisponerades en orgeln av Aagaard. Orgeln var byggd 1853 av August Rosenborg, Vadstena. |
| 1956      | Gräsö kyrka                    | Uppsala    |      | 1        | Bihängd      | 6       | Ja/Ja               | 1956 omdisponerades 1 stämma på orgeln av Aagaard. Orgeln var byggd 1842 av Pehr Gullbergson och Jonas Wengström, Lillkyrka. |
| 1956      | Odensala kyrka                 | Uppsala    |      | 2        | Självständig | 12      | Ja/Ja               | 1956 omdisponerades 6 stämmor på orgeln av Aagaard. Orgeln var byggd 1896 av Åkerman & Lunds Orgelfabriks AB, Stockholm. |
| 1956      | Balingsta kyrka                | Uppsala    |      |          |              |         | Ja/Ja               | 1956 renoverades och omdisponerade orgeln av Aagaard. Orgeln var byggd 1898 av Åkerman & Lunds Orgelfabriks AB, Stockholm. 1974 renoverades och omdisponerades orgeln. |
| 1956      | Stjärnsunds kyrka              | Västerås   |      |          |              |         | Nej/Ja              | 1956 renoverades och omdisponerade orgeln av Aagaard. Orgeln var byggd 1888 av Åkerman & Lund, Stockholm och hade en manual och bihäng pedal. Orgeln renoverades och omdisponerades 1988 av Gunnar Carlsson, Borlänge.                                                                            |
| 1957      | Ramnäs kyrka                   | Västerås   |      | 2        | Självständig | 25      | Ja/Ja               | 1957 omändrades orgeln av Aagaard Orgeln blev då mekanisk och svällverket byttes ut mot ett ryggpositiv. Orgeln var byggd 1833 av Per Zacharias Strand, Stockholm. 1937 omändrades och utökades orgeln av Åkerman & Lund, Sundbyberg. Orgeln blev då pneumatisk och fick ett tillbyggt svällverk. |
| 1957      | Valö kyrka                     | Uppsala    |      | 2        | Självständig | 16      | Ja/Ja               | 1957 omdisponerades orgeln av Aagaard. Orgeln var byggd 1831 av Gustaf Andersson, Stockholm. Orgeln omdisponerades 1869 av Daniel Wallenström, Uppsala och 1926 av C. R. Löfvander, Stockholm. 1971 restaurerades orgeln av Bröderna Moberg, Stockholm.                                           |
| 1957–1958 | Öregrunds kyrka                | Uppsala    |      | 2        | Självständig | 16      | Ja/Ja               | 1957–1958 omdisponerades orgeln av Aagaard. Orgeln var byggd 1915 av Erik Henrik Erikson, Gävle. |
| 1958      | Svarttorps kyrka               | Växjö      |      | 2        | Självständig | 14      | Ja/Ja               | 1958 omdisponerade orgeln av Aagaard. Orgeln var byggd 1872 av E A Setterquist & Son, Örebro. Orgeln renoverades 1972 av J. Künkels Orgelverkstad AB, Lund. |
| 1958      | Varv och Styra kyrka           | Linköpings |      |          |              |         | Ja/Ja               | 1958 omändrades orgeln av Aagaard. Orgeln var byggd 1862 av Daniel Wallenström, Uppsala och hade 15 stämmor. En ny orgel byggdes 1982 av Lindh Orgel AB, Umeå. Wallenströms orgel finns idag magasinerad i kyrkan.                                                                                |
| 1959      | Kulltorps kyrka                | Växjö      |      |          |              | 14      | Nej/Ja              | 1959 utökade Aagaard orgeln till 14 stämmor. Orgeln var byggd 1912 av Eskil Lundén, Göteborg och hade 8 stämmor. En ny orgel byggdes 1980 av Bruno Christensen & Sönner, Tinglev, Danmark. |
| 1960      | Immanuelskyrkan, Jönköping     |            |      | 2        | Självständig | 13      | Nej/Ja              | 1960 omdisponerades orgeln av Aagaard orgeln. Orgeln var byggd 1935 av A Magnussons Orgelbyggeri AB, Göteborg. Orgeln flyttades 1976 till Lindgården, Jönköping. |
| 1963      | Ullervads kyrka                | Skara      |      | 2        | Självständig | 18      | Ja/Ja               | 1963 omdisponerades orgeln av Aagaard. Orgeln var byggd 1933 av Nordfors & Co, Lidköping. |
| 1966      | Vårgårda missionskyrka (gamla) |            |      |          |              |         | Nej/Nej             | Orgeln omändrades och flyttades till nya kyrkan 1966 av Aagaard. Orgeln var byggd på 1930-talet av Åkerman & Lunds Nya Orgelfabriks AB, Sundbyberg. En ny orgel byggdes 1985 av J. Künkels Orgelverkstad AB, Lund.                                                                                |
| 1973      | Snöstorps kyrka                | Göteborgs  |      | 3        | Självständig | 26      | Ja/Ja               | 1973 utökades en orgel av Aagaard. Orgeln var byggd 1960 av Aagaard. Fasaden är från 1885 års orgel byggd av Salomon Molander & Co, Göteborg. |
|           | Backaryds kyrka                | Lunds      |      |          |              |         | Nej/Ja              | Aagaard omändrade en orgel. Orgeln var byggd 1932 av A Mårtenssons Orgelfabrik AB, Lund och hade 14 stämmor. En ny orgel byggdes 1988 av Olof Hammarberg, Göteborg. |